# Kurt Hollstrand

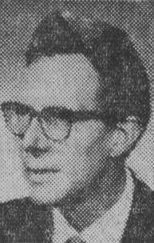
Kurt Hollstrand

Kurt Hollstrand, född 3 november 1911 i Stockholm, död där 24 juni 1989, var en svensk arkitekt.
Hollstrand, som var son till köpman Emil Hollstrand och Elsa Ljungberg, avlade studentexamen 1930 och utexaminerades från Kungliga Tekniska högskolan 1935. Han anställdes hos Sveriges Köpmannaförbund i Stockholm 1936, på Rolf Hagstrands och Birger Lindbergs arkitektkontor 1938, på länsarkitektkontoret i Stockholms län 1940, hos arkitekt Cyrillus Johansson 1941, vid Byggnadsstyrelsen 1943, vid Fortifikationsförvaltningen 1944 bedrev egen arkitektverksamhet 1945–1958, var anställd vid Bostadsstyrelsen 1952–1958, blev stadsarkitekt i Sundbybergs stad 1957 och förste byråarkitekt vid Stockholms stads fastighetskontor 1959, där han var verksam till 1976. Han skrev Tomt och fritidsstuga (1960).